# Gujō
Gujo (郡上市 Gujō-shi?) es una ciudad ubicada en la prefectura de Gifu, en Japón. Tiene una población estimada, a inicios de julio de 2023, de 38 676 habitantes.
En la ciudad hay 15 371 hogares.
La superficie total de la localidad es de 1030.75 km².

## Geografía

### Clima
La ciudad tiene un clima caracterizado por veranos cálidos y húmedos e inviernos suaves (clasificación climática de Köppen Cfa). La temperatura media anual en Gujo es de 10.8 °C. Las precipitaciones medias anuales son de 2502 mm, con julio como el mes más lluvioso. Las temperaturas son más altas en promedio en agosto, alrededor de 22.7 °C, y las más bajas en enero, alrededor de -1.6 °C.

## Demografía
Según los datos del censo japonés, la población de Gujō ha disminuido constantemente en los últimos 40 años. 
| Año del censo | Población |
| ------------- | --------- |
| 1970          | 54,146    |
| 1980          | 52,690    |
| 1990          | 50,986    |
| 2000          | 49,377    |
| 2010          | 44,491    |
| 2023 (est.)   | 38,676    |